# 高江 (北九州市)
高江（たかえ）は福岡県北九州市八幡西区の地名。高江一丁目から五丁目の町がある。住居表示実施済み。郵便番号は807-1152。

## 地理
八幡西区の南部西端に位置し、北東に岩崎、南東に香月西，大字楠橋、南から西に楠北と接し、東と北に中間市と接する。

### 河川
- 一級河川 黒川

## 地域の特徴
北東に向かって上り勾配のある住宅地。町域の東縁のカーブに沿って黒川が西から北に流れを変える。南縁に沿って筑豊電気鉄道線が走り、南端近くに筑豊香月駅がある。

二丁目に筑豊香月駅、三丁目に楠橋北区中央公民館，市営住宅大隅団地、五丁目に高江西年長者いこいの家がある。

## 歴史
かつて石炭鉱業で栄えた地で、大正時代に開鑿された高江坑があったが、昭和40年代に閉山した。

### 町名の由来
大字楠橋の字、高江より。

### 沿革
- 1994年（平成6年）6月1日 - 高江一丁目 - 五丁目新設[4][5]。

### 町名の変遷
| 実施内容          | 実施年月日              | 実施後     | 実施前         |
| ----------------- | ----------------------- | ---------- | -------------- |
| 町名新設 住居表示 | 1994年（平成6年）6月1日 | 高江一丁目 | 大字楠橋の一部 |
| 町名新設 住居表示 | 1994年（平成6年）6月1日 | 高江二丁目 | 大字楠橋の一部 |
| 町名新設 住居表示 | 1994年（平成6年）6月1日 | 高江三丁目 | 大字楠橋の一部 |
| 町名新設 住居表示 | 1994年（平成6年）6月1日 | 高江四丁目 | 大字楠橋の一部 |
| 町名新設 住居表示 | 1994年（平成6年）6月1日 | 高江五丁目 | 大字楠橋の一部 |

## 世帯数と人口
2025年（令和7年）3月31日現在（北九州市発表）の世帯数と人口は以下の通りである。
| 町         | 世帯数  | 人口    |
| ---------- | ------- | ------- |
| 高江一丁目 | 100世帯 | 187人   |
| 高江二丁目 | 68世帯  | 120人   |
| 高江三丁目 | 204世帯 | 373人   |
| 高江四丁目 | 281世帯 | 558人   |
| 高江五丁目 | 139世帯 | 279人   |
| 計         | 792世帯 | 1,517人 |

### 人口の変遷
国勢調査による人口の推移。
| 1995年（平成7年）  | 2,017人 | [ 6 ]  |  |
| 2000年（平成12年） | 1,914人 | [ 7 ]  |  |
| 2005年（平成17年） | 1,727人 | [ 8 ]  |  |
| 2010年（平成22年） | 1,621人 | [ 9 ]  |  |
| 2015年（平成27年） | 1,529人 | [ 10 ] |  |
| 2020年（令和2年）  | 1,499人 | [ 11 ] |  |

### 世帯数の変遷
国勢調査による世帯数の推移。
| 1995年（平成7年）  | 697世帯 | [ 6 ]  |  |
| 2000年（平成12年） | 705世帯 | [ 7 ]  |  |
| 2005年（平成17年） | 685世帯 | [ 8 ]  |  |
| 2010年（平成22年） | 689世帯 | [ 9 ]  |  |
| 2015年（平成27年） | 668世帯 | [ 10 ] |  |
| 2020年（令和2年）  | 671世帯 | [ 11 ] |  |

## 学区
市立小・中学校に通う場合、学区は以下の通りとなる。
| 町         | 街区・戸番 | 小学校               | 中学校               |
| ---------- | ---------- | -------------------- | -------------------- |
| 高江一丁目 | 全域       | 北九州市立香月小学校 | 北九州市立香月中学校 |
| 高江二丁目 | 全域       | 北九州市立香月小学校 | 北九州市立香月中学校 |
| 高江三丁目 | 全域       | 北九州市立香月小学校 | 北九州市立香月中学校 |
| 高江四丁目 | 全域       | 北九州市立香月小学校 | 北九州市立香月中学校 |
| 高江五丁目 | 全域       | 北九州市立香月小学校 | 北九州市立香月中学校 |

## 交通

### 鉄道
- 筑豊電気鉄道
  - 筑豊香月駅

### バス
域内のバス停と系統は以下の通りである。
| 運行事業者 | 運行事業者 | 西鉄バス北九州 | 西鉄バス北九州 | 西鉄バス北九州 |
| 系統       | 系統       | 無番           | 50             | 150            |
| 停留所     | 筑鉄香月   | ○              | ○              | ○              |

## 施設

### 公共施設
- 楠橋北区中央公民館

### 社会福祉施設
- 高江西年長者いこいの家

### 公営住宅
- 市営住宅大隅団地

### 公園
- 黒川公園
- 高江西公園
- 高江東公園